# Nicté-Há (Chankom)
Nicté-Há es una localidad del municipio de Chankom, estado de Yucatán, en México. 

## Toponimia
El nombre (Nicté-Há) proviene del  idioma maya.

## Demografía
Según el censo de 2005 realizado por el INEGI, la población de la localidad era de 94 habitantes, de los cuales 47 eran hombres y 47 eran mujeres.
| 56                          | 63 | 99 | 93 | 29 | 80 | 80 | 48 | 94 |
| (Fuente: INEGI [Consultar]) |    |    |    |    |    |    |    |    |